# Diploschema
Diploschema is een kevergeslacht uit de familie van de boktorren (Cerambycidae). De wetenschappelijke naam van het geslacht werd voor het eerst geldig gepubliceerd in 1858 door Thomson.

## Soorten
Diploschema omvat de volgende soorten:
- Diploschema howdeni Martins & Monné, 1980
- Diploschema maculata Martins & Monné, 1980
- Diploschema mandibulare Fuchs, 1964
- Diploschema rotundicolle (Audinet-Serville, 1834)
- Diploschema weyrauchi Lane, 1966